# Роже Дотре
Ігнас Робер Дотре, народився Кушелевіц 1 лютого 1928 року в Парижі, де й помер 20 серпня 2023 року ·  · , французький інженер, колишній науковий директор Комісії з атомної енергії (CEA), колишній Верховний комісар з атомної енергії. Довгий час вважалося, що він винайшов французьку водневу бомбу, хоча в дійсності це зробив Мішель Шарль Анрі Карайоль. Роже Дотре був членом Академії наук, секції механічних та комп’ютерних наук, а також Академії технологій.